# Violência simbólica
Violência simbólica é um termo cunhado por Pierre Bourdieu, um proeminente sociólogo francês do século XX, e aparece em suas obras já na década de 1970. A violência simbólica descreve um tipo de violência não física que se manifesta no diferencial de poder entre grupos sociais. Freqüentemente, existe de forma inconsciente entre as pessoas e se manifesta na imposição das normas do grupo que possui maior poder social sobre as do grupo subordinado. A violência simbólica pode se manifestar em diferentes domínios sociais, como nacionalidade, gênero, orientação sexual ou identidade étnica.
Pierre Bordieu aborda uma forma de violência exercida pelo corpo sem coação física, causando danos morais e psicológicos. É uma forma de coação que se apoia no reconhecimento de uma imposição determinada, seja esta econômica, social, cultural, institucional ou simbólica. A violência simbólica se funda na fabricação contínua de crenças no processo de socialização, que induzem o indivíduo a se posicionar no espaço social seguindo critérios e padrões do discurso dominante. Devido a esse conhecimento do discurso dominante, a violência simbólica é manifestação desse conhecimento através do reconhecimento da legitimidade desse discurso dominante. Para Bourdieu, a violência simbólica é o meio de exercício do poder simbólico.

Pierre Bordieu explicita: 
Os sistemas simbólicos como instrumentos de conhecimento e de comunicação, só podem exercer um poder estruturante porque são estruturados. O poder simbólico é um poder de construção da realidade que tende a estabelecer uma ordem gnoseológica: o sentido imediato do mundo (e, em particular, do mundo social) supõe aquilo a que a Durkheim chama o conformismo lógico, quer dizer, "uma concepção homogênea do tempo, do espaço, do número, da causa, que torna possível a concordância, entre as inteligências. Durkheim - ou, depois dele, Raddcliffe Brown, que fez assentar a "solidariedade social" no facto de participar num sistema simbólico - tem o mérito de designar explicitamente a função social (no sentido estrututo-funcionalismo) do simbolismo, autêntica função política que não se reduz à função de comunicação dos estruturalistas. Os símbolos são instrumentos, por excelência, da integração social: enquanto instrumentos de conhecimento e de comunicação (...), eles tornam possível o consensus acerca do sentido do mundo social que contribui fundamentalmente para a reprodução da ordem social: a integração "lógica" é a condição da integração "moral". 
Uma crítica a esse conceito parte do pensamento do filósofo alemão Jürgen Habermas e diz respeito à violência equivaler sempre a agressão física, portanto exterior ao simbólico. Contudo, essa crítica, além de restringir a violência apenas à dimensão física, ignora a possibilidade de as crenças dominantes imporem valores, hábitos e comportamentos sem recorrer necessariamente à agressão física, criando situações nas quais o indivíduo que sofre a violência simbólica sinta-se inferiorizado como acontece, por exemplo, nas questões de bullying (humilhação constante), raça, gênero, sexualidade, filosofia etc.   
O termo começou a ser usado por outros sociólogos e autores no início dos anos 1990. Pierre Bourdieu fez esforços para enfatizar que a violência simbólica geralmente não é uma ação deliberada de um poder hegemônico, mas sim um reforço inconsciente do status quo que é visto como a “norma” por aqueles que existem dentro dessa estratificação social.
Slavoj Žižek discute a violência simbólica em Violência (2008), argumentando que ela está localizada na própria significação da linguagem, ou seja, as próprias maneiras como nos falamos sustentam relações de dominação.

## História
O termo violência simbólica surgiu pela primeira vez na obra de Pierre Bourdieu ao lado de conceitos semelhantes de poder simbólico e capital cultural que fazem analogia física com as diferenças osde poder entre grupos sociais dentro de uma hierarquia. Embora a distinção se concentrasse principalmente na estética e no gosto dentro da cultura francesa moderna, ela estabeleceu uma estrutura dentro da qual ele e outros sociólogos examinariam o meta-comportamento na sociedade em relação ao poder, capital social e habitus individual.
A teoria da violência simbólica de Bourdieu elabora e desenvolve ainda mais os pensamentos de Max Weber sobre o papel da legitimação na dominação. O poder requer justificação e crença. O conceito de violência simbólica foi criado para argumentar que o poder bruto (hard power) não é suficiente para o exercício efetivo do poder. A violência simbólica encontra expressão por meio da linguagem corporal, comportamento, auto-apresentação, cuidado corporal e adornos.
Desde a inclusão do termo na sociologia, a violência simbólica tem sido aplicada em múltiplas disciplinas das ciências sociais e em numerosos estudos de caso.
Por exemplo,  em Learning Capitalist Culture (2010), o antropólogo Douglas E. Foley, menciona que as idéias de Bourdieu sobre a violência simbólica foram usadas por acadêmicos feministas e racistas críticos para discutir os maus-tratos a grupos oprimidos. Em seu trabalho, estudiosos racistas e feministas críticos apontaram que os ambientes sociais patriarcais e racistas são onde estudantes de grupos oprimidos mais vivenciam violência simbólica. Em Learning Capitalist Culture (2010), Foley também menciona que muitos acadêmicos nos Estados Unidos falaram sobre as ideias de Bourdieu sobre a violência simbólica, bem como sobre o monitoramento de estudantes de minorias da classe trabalhadora. Seu trabalho enfoca as maneiras pelas quais o controle institucional é obtido. Um método é o discurso sobre o branqueamento populacional.
O Dr. Seth M. Holmes aplica a teoria da violência simbólica ao estudo da imigração entre os Estados Unidos e o México em Fresh Fruit, Broken Bodies (2014). Em sua etnografia, Holmes explica que a proteção das fronteiras dos Estados Unidos e as leis destinadas a reprimir a imigração ilegal ajudam a perpetuar a violência simbólica. O Dr. Holmes também aplica o conceito da violência simbólica à hierarquia entre os trabalhadores migrantes indígenas mexicanos e os supervisores de fazendas nos Estados Unidos. Aqui, Holmes indica como, por ter "pele clara" e "falar inglês", não está sujeito ao xingamento depreciativo que os supervisores da fazenda repetem aos trabalhadores de Oaxaca.

## Domínios

### Mídias sociais
Nas décadas que se seguiram à criação do termo violência simbólica por Pierre Bourdieu, uma rápida evolução da tecnologia resultou na criação de várias plataformas de mídia social, como Facebook, Instagram e Twitter. A introdução dessas comunidades digitais forneceu um meio adicional para a disseminação da violência simbólica por meio da ação de "trolling" que, segundo Claire Hardaker, é definida como "o envio ou envio de e-mails provocativos, postagens em mídias sociais ou 'tweets', com o intenção de incitar uma resposta irada ou perturbadora de seu alvo pretendido, ou vítima. "  Embora o ato de trollar afete uma ampla gama de usuários das redes sociais, no que diz respeito à violência simbólica, é frequentemente dirigido a mulheres e grupos minoritários.  Embora a maneira como as vítimas são atacadas varie conforme o caso, é a resposta do trolling que promove a violência simbólica dentro dos grupos afetados. Na explicação de Lois McNay a respeito da ação das vítimas da "trolagem",  ela escreve que o conselho dado às vítimas de abuso online e ou trolagem (trolling) envolve cumplicidade com a violência simbólica praticada nelas pelo abusador,  e, portanto, entrando nestes online espaços, ou 'campos' para usar o termo de Bourdieu, podemos argumentar que a 'inculcação corporal' da 'violência simbólica' é 'exercida com a cumplicidade' do indivíduo 

### Gênero
A violência simbólica pode ser aplicada ao tema da repressão às mulheres sob a forma de subordinação. Beate Krais argumentou que, independentemente de estar dentro ou fora da família, a violência simbólica mantém uma relação dominante sobre as mulheres. Um aspecto fundamental da repressão às mulheres é "a construção social das mulheres como o 'outro' por excelência", retratando o comportamento feminino como fraco, os empregos femininos como menos prestigiosos, as atividades femininas como de menor valor, etc. A reprodução social (cultural) é importante na análise da violência simbólica em mulheres, pois a adesão às normas socioculturais por homens e mulheres desempenha um papel fundamental na subordinação. A violência simbólica contra as mulheres muitas vezes assume a forma de expressões lexicais culturais. Frases normativas como “bater como uma garota” ou “correr como uma garota” sutilmente desenvolvem visões sobre a subordinação das mulheres em uma forma linguística.

### Raça
Muitos estudos identificaram a influência da raça e da classe nas diferentes maneiras como as ações disciplinares são tratadas pelos educadores. Nos Estados Unidos, há uma retórica nacional a respeito do termo “gueto”, em que um conjunto de normas e traços comportamentais que simbolizam bairros empobrecidos, propensos ao crime, dilapidados e violentos são atribuídos a negros nos centros urbanos ou próximos.
Um estudo liderado por Melanie Jones Gast, focado em 44 estudantes negros no período de dois meses. Raça, classe e status eram combinados na linguagem cotidiana para os alunos negros. Com menos de 10% dos educadores sendo negros, muitos estudantes negros também não foram orientados por educadores. Apesar de representar menos da metade da população de alunos, os alunos negros receberam mais de 70 por cento de todas as 500 infrações disciplinares.

### Linguagem
Outra forma de violência simbólica pode ser a dominação por meio da normalização de determinados usos da linguagem. Um estudo foi feito por Ana Celia Zentella que explica como a Real Academia Espanhola produz violência simbólica por suas políticas e ações que visam produzir um espanhol "puro". Zentella propõe a ideia de que existem muitas formas diferentes de inglês, que soam e são grafadas de forma diferente (como inglês no Reino Unido vs inglês no nordeste dos Estados Unidos), portanto, a língua espanhola deveria ter as mesmas implicações. Essa ideia exemplifica a violência simbólica porque as pessoas são condenadas ao ostracismo se não falarem a forma do espanhol que a Academia cunhou como “correta”. Zentella explica “se algum espanhol em nosso círculo ousasse falar assim, seria ridicularizado”. A principal forma pela qual a Real Academia Espanhola realiza violência simbólica é normalizando a língua e esperando que todos os falantes estejam de acordo com a normalização que eles fornecem. Outra forma de Zentella relacionar a violência simbólica ao trabalho da Real Academia Espanhola é por meio do capital humano. Uma vez que existe uma certa expectativa de como o espanhol deve soar na Espanha, falantes da América Latina que soam diferentes estão sujeitos à diminuição do capital humano com base no fato de que não soam como deveriam.